# Bolla och rulla
Bolla och rulla är ett studioalbum av Pugh Rogefeldt släppt 1974. Det innehåller många av hans kändare kompositioner, varav "Hog Farm" och "Dinga linga Lena" kan räknas till de mest kända. 
Albumet har ett hårdare sound än tidigare skivor från Pugh & Rainrock. Låten "Grävmaskinen" handlar om släpgrävmaskinen Marion 7400.
Skivan är en av titlarna i boken Tusen svenska klassiker. Författarna benämner skivan som "en av de starkaste svenska rockplattorna någonsin".

## Låtlista
Alla låtar är skrivna och komponerade av Pugh Rogefeldt. 
| 1. | "Hog Farm"        | 4:01 |
| 2. | "Silver-Lona"     | 3:38 |
| 3. | "Bolla och rulla" | 2.47 |
| 4. | "Pansar och blod" | 6.35 |

| 5. | "Dinga linga Lena" | 3:09 |
| 6. | "Grävmaskinen"     | 4:49 |
| 7. | "Mona"             | 3:48 |
| 8. | "Kajans sång"      | 7:51 |

## Medverkande musiker
Medverkande musiker på skivan var Pugh Rogefeldt själv på sång, gitarr och munspel, Ingemar Rogefeldt på elgitarr, Bo Frölander på trummor och Roger Pettersson på basgitarr och körsång. Göran Ringström medverkar med gitarr på "Dinga linga Lena".